# Větrný mlýn ve Studénce
Větrný mlýn ve Studénce je zčásti dochovaný zděný větrný mlýn holandského typu ve městě Studénka.
Pochází zřejmě z počátku 19. století, ačkoli písemně z té doby není doložen. Byl v provozu ještě počátkem 20. století a mlecí zařízení se dochovalo do 30. dubna až 2. května 1945, kdy byl mlýn silně poškozen za bojů při postupu sovětsko-německé fronty. Budova byla opravena roku 1947 a následně v 50. letech 20. století necitlivě přestavěna, vnitřní zařízení a lopatky byly odstraněny, původně šindelová střecha byla nahrazena plechovou, do pláště budovy byla prolomena pravoúhlá okna a byla přistavěna zděná veranda. Od roku 1958 je památkově chráněn.